# Железнодорожная линия Рига — Лугажи
Железнодорожная линия Рига — Лугажи (официально: «Рига — Лугажи — гос. граница») — железнодорожная линия в Латвии, протяжённостью 166 километров. Соединяет город Ригу и предместье города Валка Лугажи. Проходит по территории Гаркалнского, Сигулдского, Цесисского, Валмиерского и Валкского краёв. Это неэлектрифицированная линия 2-й категории (пути 1-й категории только на участке Рига-Пасажиеру — Югла). Уходит за рубеж Латвии — в Эстонию. Первая станция на территории Эстонии — узловая станция Валга.

## История
Первые сведения о планах сооружения железнодорожной линии от станции Псков на Петербурго-Варшавской линии до Риги относятся к 1874 году. Генеральный штаб министерства обороны России считал, что линия необходима на случай экстренной переброски войск из Санкт-Петербурга к западным границам империи. Однако торговцы относились к этим планам крайне негативно, опасаясь, что постройка линии ослабит экономические позиции порта Санкт-Петербург и построенной обществом Балтийской железной дороги линии Санкт-Петербург — Таллин. Общество Риго-Динабургской железной дороги пыталось получить контракт на строительство линии, начиная с 1876 и заканчивая 1884 годом, когда император велел строить дорогу на государственные средства.
Строительство началось в 1886 году, а 22 июля 1889 года на линии было открыто регулярное движение. Расстояние от станции Псков до Риги (Земитаны) составляло 306 км. Составной частью линии также считалось ответвление Валка — Тарту.
После перехода частных линий общества Балтийской железной дороги в ведение государства в 1893 году на их основе была организована Балтийская железная дорога, куда вошла и линия Псков — Рига. В 1907 году, с присоединением к Балтийской ещё и Петербурго-Варшавской железной дороги, образованы Северо-западные железные дороги, эксплуатировавшие линию Псков — Рига до 1918 года, когда линию захватила немецкая армия. Немцы перешили участок Рига — Иерики на европейскую колею.
В 1919 году главное управление железных дорог постепенно перенимало контроль над линией и возвращало на место российскую колею. Участок Рига — Стренчи был перешит на 1435 мм в 1920 году и в 1921 году — снова на 1524 мм.
После установления государственной границы станция широкой колеи Валка (теперь — Валга), оказалась на территории Эстонии, и ближайшая латвийская станция — Сауле находилась в 14 км от неё. Чтобы позволить поездам останавливаться в Валке и упростить процедуру пересечения границы, от основной линии были сделаны ширококолейные ответвления к узкоколейной станции Валка. В связи с обязательным посещением поездами этой станции, путь в Эстонию удлинился на 2 км (164 км от Земитаны до границы).
В годы Второй мировой войны немцы использовали линию для снабжения войск на Ленинградском фронте. По воспоминаниям Яниса Стакле, долгие годы бывшего директором по эксплуатации главуправления железных дорог, движение на линии достигало 36 пар в сутки, при теоретическом максимуме в 32.
Чтобы обеспечивать столь плотное движение, в 1941—1942 годах на линии были оборудованы разъезды: Криевупе, Айзвеи (Патмале), Билле (Мелтури), Аутине (Бумбури), Бушлея (Приецене), Абула, Талава, Седа и Лугажи (Луде). Разъезды не назывались двумя именами одновременно, просто названия, присвоенные особым решением комиссии в основном заменялись позже на более подходящие, по мнению членов комиссии, конкретному месту.
После войны большая часть разъездов была упразднена. Готовясь к электрификации участка Рига — Сигулда, в 1980-х годах проложен второй путь на всём его протяжении, за исключением отрезка Криевупе — Вангажи. Также проложен второй путь на крутом участке Цесис — Янямуйжа. До 1992 года электрифицировали участок Рига — Гаркалне, после чего работы были свёрнуты из экономических соображений.
По состоянию на август 2022 года, ежедневно по линии курсирует две пары поездов Рига — Валга, две пары Рига — Валмиера и 8 пар поездов до Сигулды.

## Станции и остановочные пункты
| Километраж | Наименование    | Код    | Местонахождение |
| ---------- | --------------- | ------ | --------------- |
| 0,0        | ст. Рига        | 090100 | г. Рига         |
| 4,2        | ст. Земитаны    | 095000 | г. Рига         |
| 6,3        | ст. Чиекуркалнс | 095800 | г. Рига         |
| 10,6       | ст. Югла        | 095706 | г. Рига         |
| 17,1       | о.п. Балтэзерс  | 095513 |                 |
| 23,1       | ст. Гаркалне    | 095509 |                 |
| 29,2       | ст. Криевупе    | 095405 |                 |
| 34,2       | ст. Вангажи     | 095301 |                 |
| 40,6       | ст. Инчукалнс   | 095208 |                 |
| 44         | о.п. Эгльупе    | 095138 |                 |
| 47,5       | о.п. Силциемс   | 095123 |                 |
| 53,1       | ст. Сигулда     | 095119 | г. Сигулда      |
| 64,1       | ст. Лигатне     | 095104 |                 |
| 73,8       | ст. Иерики      | 111307 |                 |
| 78         | о.п. Мелтури    | 111222 |                 |
| 83,8       | ст. Арайши      | 111218 |                 |
| 93         | ст. Цесис       | 111203 | г. Цесис        |
| 97,5       | п.п. Янямуйжа   | 111114 |                 |
| 105,3      | ст. Лоде        | 111107 |                 |
| 113,8      | ст. Бале        | 111010 |                 |
| 120,8      | ст. Валмиера    | 111006 | г. Валмиера     |
| 129,5      | ст. Бренгули    | 110910 |                 |
| 141,1      | ст. Стренчи     | 110906 | г. Стренчи      |
| 144,4      | о.п. Седа       | 110836 |                 |
| 154.9      | ст. Сауле       | 110821 |                 |
| 164,1      | ст. Лугажи      | 110817 |                 |